# Ośrodek Dokumentacji Wychodźstwa Polskiego
Ośrodek Dokumentacji Wychodźstwa Polskiego (ODWP) – organizacja działająca przy Domu Polonii w Pułtusku, powołana w styczniu 1992 przez Radę Krajową Stowarzyszenia „Wspólnota Polska” i istniejąca do 2003 roku. Zadaniem Ośrodka było dokumentowanie życia codziennego, osiągnięć kulturalnych i intelektualnych Polaków na Wychodźstwie.
ODWP gromadził zbiory i archiwa organizacji polonijnych, w tym związków kulturalnych, sportowych, wyznaniowych, archiwa parafii polskich, spuścizny osób prywatnych, archiwa rodzinne, a także książki, czasopisma, fotografie, filmy, mikrofilmy, kasety video, nagrania płytowe i magnetofonowe, dyskietki komputerowe i inne archiwalia. Ośrodek udostępniał swoje archiwum do badań naukowcom, dziennikarzom jak również osobom zainteresowanym genealogią. Ośrodek zajmował się ponadto organizacją wystaw oraz spotkań z kombatantami. W 2000 roku jego działalność została dofinansowana przez Kancelarię Senatu. W związku z odkryciem przez amerykańskiego kolekcjonera Stanisława Naja, że przekazana przez niego kolekcja poloników, mająca być przechowywana w Ośrodku została częściowo rozkradziona, częściowo zaś zniszczona i opisaniem tej sprawy przez Rzeczpospolitą, w 2009 roku Prokuratura Rejonowa w Pułtusku prowadziła postępowanie w sprawie niedopełnienia obowiązków m.in. przez pracowników Ośrodka.